# أنطونيو فيغا (لاعب كرة قدم)
أنطونيو فيغا (بالإسبانية: Antonio Vega)‏ هو لاعب كرة قدم تشيلي في مركز الوسط، ولد في 2 نوفمبر 1982 في سانتياغو في تشيلي.